# Control civil de los militares
El control civil de las fuerzas armadas es una doctrina de las ciencias militares y políticas que decide la responsabilidad final de la toma de decisiones estratégicas de un país en manos de la autoridad civil del Estado, en lugar de hacerlo completamente en manos del propio liderazgo militar profesional. Como tal, un «requisito fundamental de cualquier nación es garantizar que las actividades de sus Fuerzas Armadas estén subordinadas a los propósitos políticos del gobierno constitucional; por lo tanto, las Fuerzas Armadas deben estar bajo control civil». El concepto de control civil se encuadra dentro del concepto general de relaciones entre civiles y militares que representa el «imperativo social de que los militares sigan subordinados a la autoridad civil y reflejen, en un grado apropiado, los valores y normas de la sociedad».
La supervisión civil de los militares pone el poder de emprender acciones militares en manos de una autoridad civil, como a través de ministros del gobierno o órganos legislativos, o el aparato democrático de la Corona en las monarquías constitucionales. Permitir que el componente civil del gobierno conserve el control sobre el ejército o la seguridad del Estado ilustra el poder de la ciudadanía, un sano respeto por los valores democráticos y lo que puede describirse como buena gobernanza. Dar poder al componente civil del gobierno sobre lo que pueden hacer los militares y cuánto dinero pueden gastar protege el proceso democrático de abusos. Las naciones que pueden lograr una relación legítima entre las dos estructuras sirven para ser más efectivas y brindar rendición de cuentas entre el gobierno y el ejército.
El control civil puede llevado a cabo de varias maneras, por ejemplo, a través de un control civil completo o mediante un enfoque mixto civil-militar, por ejemplo, algo «típico del modelo británico de administración de las fuerzas armadas es la proporción equilibrada de personal civil y militar en puestos clave cargos ministeriales». Según el modelo de control civil, el gobierno y el ejército de un estado están confinados al imperio de la ley y se someten a la supervisión civil para hacer posible un aparato de seguridad eficaz. La transparencia se ha afianzado en todo el sistema internacional para mejorar la burocracia y la democratización tanto de los países democráticos como de los resistentes vestigios autoritarios. Esto ha crecido hasta involucrar a las propias Fuerzas Armadas y de seguridad para trabajar hacia la norma internacional de liberalizar completamente estas organizaciones.
El control civil a menudo se considera un requisito previo de una democracia liberal estable. El uso del término en análisis académicos tiende a tener lugar en el contexto de una democracia gobernada por funcionarios electos, aunque la subordinación de los militares al control político no es exclusiva de estas sociedades. Por ejemplo, a menudo existe control civil sobre los militares en los estados comunistas, como la República Popular China. Mao Zedong afirmó que «Nuestro principio es que el Partido controla el arma, y nunca se debe permitir que el arma controle al Partido», lo que refleja la primacía del Partido Comunista Chino sobre el Ejército Popular de Liberación.
Como señaló Richard H. Kohn, profesor de la Universidad de Carolina del Norte en Chapel Hill, «el control civil no es un hecho sino un proceso». A pesar de las afirmaciones de respeto por los valores del control civil, el nivel real de control buscado o logrado por los líderes civiles puede variar mucho en la práctica, desde una declaración de objetivos políticos amplios que se espera que los comandantes militares traduzcan en planes operativos, hasta la declaración directa de objetivos políticos que se espera que los comandantes militares traduzcan en planes operativos, hasta la selección de objetivos específicos para ataques por parte de los políticos gobernantes. Los líderes nacionales con experiencia limitada en asuntos militares a menudo no tienen más remedio que confiar en el consejo de comandantes militares profesionales capacitados en el arte y la ciencia de la guerra para informar los límites de la política; en tales casos, el establishment militar puede entrar en la arena burocrática para abogar a favor o en contra de un curso de acción particular, dando forma al proceso de formulación de políticas y desdibujando cualquier línea clara de control civil.
La situación inversa, en la que militares profesionales controlan la política nacional, se denomina dictadura militar.
La falta de control sobre el ejército puede dar lugar a un Estado dentro del Estado. Un autor, parafraseando los escritos de Samuel P. Huntington en The Soldier and the State, ha resumido el ideal del control civil como «la subordinación adecuada de un ejército profesional y competente a los fines de la política determinados por la autoridad civil».

## Justificaciones
Richard Kohn, profesor emérito de Historia de la Universidad Carolina del Norte, resume:
El objetivo del control civil es subordinar la seguridad a los propósitos más amplios de una nación, y no al revés. El propósito del ejército es defender la sociedad, no definirla.
El uso efectivo de la fuerza por parte de un Estado es una cuestión de gran preocupación para todos los líderes nacionales, quienes deben confiar en los militares para que les proporcionen este aspecto de su autoridad. El peligro de conceder a los líderes militares plena autonomía o soberanía es que puedan ignorar o suplantar el proceso democrático de toma de decisiones y utilizar la fuerza física, o la amenaza de la fuerza física, para lograr sus resultados preferidos; en el peor de los casos, esto puede conducir a un golpe de Estado o una dictadura militar. Un peligro relacionado es el uso del ejército para aplastar a la oposición política interna mediante la intimidación o la pura fuerza física, interfiriendo con la capacidad de celebrar elecciones libres y justas, una parte clave del proceso democrático. Esto plantea la paradoja de que «porque tememos a los demás creamos una institución de violencia para protegernos, pero luego tememos a la misma institución que creamos para protegernos». Además, el personal militar, debido a la naturaleza de su trabajo, está mucho más dispuesto a usar la fuerza para resolver disputas que los civiles porque son personal militar capacitado que se especializa estrictamente en la guerra. El ejército tiene autoridad y jerarquía, rara vez permite la discusión y prohíbe la disensión. Por ejemplo, en el Imperio de Japón, los primeros ministros y casi todos los que ocupaban altos cargos eran personal militar como Hideki Tojo, y abogaban y básicamente presionaban a los líderes para que iniciaran conflictos militares contra China y otros países porque creían que en última instancia saldrían victoriosos.
Según un estudio de Corea del Sur, el ejército es responsable de implementar la política y las decisiones transmitidas por el gobierno. Esto depende de que el gobierno civil mantenga un fuerte control sobre el poder de promulgar decisiones vinculantes y que los militares sigan estas decisiones en el enfoque acordado. El control civil es la autoridad de la estructura política de una nación para tomar decisiones políticas y de implementación que pueden ser dirigidas a los militares para que las promulguen y luego las supervisen en todo momento.
A nivel internacional, en el llamado primer mundo, los países democráticos han adoptado una relación cívico-militar bien establecida que con el tiempo ha madurado hasta convertirse en una buena relación de trabajo. Las democracias más nuevas, dependiendo de su situación política y militar, han tenido que trabajar para corregir excesivamente hacia un lado u otro en el vaivén del control gubernamental. Un gobierno que establece el tipo de relación para evitar un conflicto entre civiles y militares necesita que funcionarios de ambas organizaciones con ideas afines se pongan de acuerdo y trabajen juntos. «El control civil democráticamente responsable también está asociado con un uso interno más prudente de la fuerza armada». El foco principal del control civil en los países en desarrollo sigue siendo garantizar una restricción democrática sobre los militares que actúan en su propio interés. A los militares se les da demasiado poder o demasiado centrados étnicamente socava la capacidad de una nación para prevenir conflictos y brindar seguridad. Esto puede llevar a que los militares abusen de la misma población que se supone deben proteger sin ningún mecanismo de control real. La mayoría de los países han desarrollado sistemas similares de ministerio de defensa para proporcionar supervisión civil y coordinación entre el ejército y el gobierno.

### Teoría liberal y visión de los fundadores estadounidenses
Muchos de los padres fundadores de los Estados Unidos desconfiaban de los ejércitos permanentes. Como escribió Samuel Adams en 1768: «Incluso cuando es necesario el poder militar, dentro de una tierra, un pueblo sabio y prudente siempre tendrá una vigilancia vigilante y celosa sobre ella». Aún más contundentes son las palabras de Elbridge Gerry, delegado de la Convención Constitucional, quien escribió que «los ejércitos permanentes en tiempos de paz son inconsistentes con los principios de los gobiernos republicanos, peligrosos para las libertades de un pueblo libre y, en general, convertidos en motores destructivos para establecer el despotismo».
James Madison expresó su preocupación por un ejército permanente en comentarios ante la Convención Constitucional en junio de 1787:
En tiempos de guerra real, constantemente se otorgan grandes poderes discrecionales al Magistrado Ejecutivo. El temor constante a la guerra tiene la misma tendencia a hacer que la cabeza sea demasiado grande para el cuerpo. Una fuerza militar permanente, con un Ejecutivo demasiado grande, no será por mucho tiempo un compañero seguro de la libertad. Los medios de defensa contra el peligro extranjero siempre han sido los instrumentos de la tiranía interna. Entre los romanos era una máxima permanente provocar una guerra cada vez que se temía una revuelta. En toda Europa, los ejércitos mantenidos con el pretexto de defenderse han esclavizado a los pueblos.
Hamilton y Madison tenían, por tanto, dos preocupaciones principales: (1) el efecto perjudicial sobre la libertad y la democracia de un gran ejército permanente y (2) la capacidad de una legislatura o un ejecutivo sin control para llevar al país a la guerra precipitadamente. Estas preocupaciones impulsaron la política militar estadounidense durante el primer siglo y medio de existencia del país. Si bien las Fuerzas Armadas se fortalecieron durante tiempos de guerra, el patrón después de cada guerra, hasta la Segunda Guerra Mundial inclusive, fue desmovilizarse rápidamente y volver a algo parecido a los niveles de fuerza anteriores a la guerra. Sin embargo, con el advenimiento de la Guerra Fría en la década de 1950, la necesidad de crear y mantener una fuerza militar considerable en tiempos de paz «generó nuevas preocupaciones» sobre el militarismo y sobre cómo una fuerza tan grande afectaría las relaciones civiles-militares en los Estados Unidos.

### Aplicación de la ley nacional
A menudo se malinterpreta que la ley Posse Comitatus prohíbe cualquier uso de fuerzas militares federales para hacer cumplir la ley, pero no es así. Por ejemplo, el presidente tiene autoridad explícita bajo la Constitución y la ley federal para utilizar fuerzas federales o milicias federalizadas para hacer cumplir las leyes de los Estados Unidos. El objetivo principal de la ley es evitar que los funcionarios encargados de hacer cumplir la ley locales utilicen las fuerzas federales de esta manera formando un «grupo» formado por soldados o aviadores federales.

### Estados miembros de la OTAN y la UE
Un fuerte control democrático del ejército es un requisito previo para ser miembro de la OTAN. Una democracia fuerte y un Estado de derecho, que implican un control democrático de los militares, son requisitos previos para ser miembro de la Unión Europea.

### Enfoque maoísta
Las teorías político-militares maoístas sobre la guerra popular y el centralismo democrático también apoyan la subordinación de las fuerzas militares a las directivas del Partido Comunista (aunque la experiencia guerrillera de muchas de las primeras figuras destacadas del Partido Comunista Chino puede hacer que su estatus como civiles sea algo ambiguo). En un ensayo de 1929 Sobre la corrección de ideas equivocadas en el partido, Mao Zedong refutó explícitamente a «los camaradas (que) consideran los asuntos militares y la política como opuestos entre sí y (que) se niegan a reconocer que los asuntos militares son sólo un medio para realizar tareas políticas», prescribiendo el control del Ejército Popular de Liberación por parte del PCC y una mayor capacitación política de los oficiales y reclutas como medio para reducir la autonomía militar. En la teoría de Mao, no se espera que el ejército (que sirve al mismo tiempo como símbolo de la revolución e instrumento de la dictadura del proletariado) ceda a la dirección de los miembros no uniformados del Partido gobernante (que hoy ejercen el control en la República Popular China a través de la Comisión Militar Central), sino también a participar activamente en las campañas políticas revolucionarias de la era maoísta.

## Formas de lograr el control civil

### Un comandante en jefe civil
El Jefe de Estado Mayor del Ejército, George C. Marshall, desplazó al Secretario de Guerra civil Henry L. Stimson como el líder más importante del Ejército de los Estados Unidos, lo que es considerado una excepción notable a la tradición. Otra excepción se produjo en la crisis electoral de Estados Unidos de 2020-21, cuando el presidente del Estado Mayor Conjunto, Mark Milley, comenzó a exigir a sus subordinados que consultaran con él antes de ejecutar las órdenes del presidente Donald Trump; también llamó al comandante en jefe del Ejército Popular de Liberación, Li Zuocheng, para asegurarle que Estados Unidos no lanzaría un ataque militar contra China y que su gobierno federal permanecería estable. Algunos comentaristas, exoficiales militares y miembros republicanos del Congreso criticaron las acciones de Milley como un socavamiento del control civil de los militares, mientras que Milley y otros defendieron sus acciones y afirmaron que no se extralimitó en su autoridad.

### Composición del ejército
Existen opiniones divergentes sobre la conveniencia de distinguir a los militares como un organismo separado de la sociedad en general. En El soldado y el Estado, Samuel Huntington defendió lo que denominó «control civil objetivo», «centrándose en un cuerpo de oficiales políticamente neutral, autónomo y profesional». Se argumenta que este profesionalismo autónomo inculca mejor un espíritu de cuerpo y un sentido de corporación militar distintiva que previene la interferencia política por parte de militares jurados. Por el contrario, la tradición del ciudadano-soldado sostiene que «civilizar» a los militares es el mejor medio de preservar la lealtad de las fuerzas armadas hacia las autoridades civiles, impidiendo el desarrollo de una «casta» independiente de guerreros que podrían considerarse como un ente aparte del resto de la sociedad. En la historia temprana de los Estados Unidos, según Michael Cairo:
(el) principio de control civil... encarnaba la idea de que todo ciudadano cualificado era responsable de la defensa de la nación y de la libertad, y que iría a la guerra, si fuera necesario. Combinado con la idea de que el ejército debía encarnar principios democráticos y fomentar la participación ciudadana, la única fuerza militar adecuada para los (padres) fundadores era una milicia ciudadana, que minimizaba las divisiones entre los oficiales y los alistados.